# Cerkiew Narodzenia Matki Bożej w Mariupolu (1780–1934)
Cerkiew Narodzenia Matki Bożej – prawosławna parafialna cerkiew w Mariupolu, funkcjonująca od końca XVIII w. do r. 1934, gdy została zniszczona przez władze radzieckie. Znajdowała się przy historycznym placu Swiato-Diemianskim, w miejscu, gdzie ul. Artioma przechodzi w ul. Kuindżego. 

## Historia
Cerkiew Narodzenia Matki Bożej była jedną z najstarszych świątyń prawosławnych w Mariupolu. Decyzję o jej wzniesieniu wydał metropolita Ignacy, metropolita gocki i kafski, ordynariusz eparchii Patriarchatu Konstantynopolitańskiego obejmującej m.in. Krym i tereny nad Morzem Azowskim. Prawdopodobnie świątynia została szybko ukończona i wyświęcona; fundusze na budowę zbierano wśród wiernych. Świątynia powstawała dla prawosławnych Greków przesiedlonych nad Morze Azowskie z Półwyspu Krymskiego, z Karasu-Bazaru. Cerkiew zbudowano z cegły, natomiast jej kopuła była drewniana. Wiadomo, że pod koniec XVIII w. była przebudowywana. Ponownie przebudowywano obiekt przed 1892 r.
Na wyposażeniu świątyni znajdowały się Ewangeliarze w językach greckim i tureckim, płaszczanica z 1717 r., a także ikona Świętych Kosmy i Damiana, uważana przez wiernych za cudotwórczą, przywieziona z Krymu. 
Na początku XX w. do świątyni uczęszczało 1512 wyznawców obojga płci, przy parafii prowadzona była szkoła dla chłopców i dziewczynek. 
Cerkiew została zniszczona w 1934 r., w okresie, gdy władze radzieckiej Ukrainy prowadziły masowe kampanie antyreligijne połączone z niszczeniem obiektów sakralnych. 
W świątyni został ochrzczony i brał ślub malarz Archip Kuindży. Chrzcielnica pochodząca ze świątyni pozostawała na wyposażeniu Muzeum Sztuki im. Kuindżego w Mariupolu.